# U-21サッカーモンテネグロ代表
U-21サッカーモンテネグロ代表（U-21サッカーモンテネグロだいひょう、英語: Montenegro national under-21 football team）は、モンテネグロサッカー協会によって編成されるモンテネグロのサッカーの21歳以下のナショナルチームである。21歳以下を対象とするUEFA U-21欧州選手権に出場するためのチームである。

## 歴史
2006年にモンテネグロが独立したことでU-21モンテネグロ代表は2007年から活動を始めた。2007年5月2日、U-21モンテネグロ代表として初めての国際マッチを行い、U-21アルバニア代表に対して2-1で勝利を収めた。

## UEFA U-21欧州選手権の成績
| 開催年 | 結果                         | 試       | 勝       | 分       | 負       | 得       | 失       |
| ------ | ---------------------------- | -------- | -------- | -------- | -------- | -------- | -------- |
| 2009   | 予選敗退                     | 予選敗退 | 予選敗退 | 予選敗退 | 予選敗退 | 予選敗退 | 予選敗退 |
| 2011   | 予選敗退                     | 予選敗退 | 予選敗退 | 予選敗退 | 予選敗退 | 予選敗退 | 予選敗退 |
| 2013   | 予選敗退                     | 予選敗退 | 予選敗退 | 予選敗退 | 予選敗退 | 予選敗退 | 予選敗退 |
| 2015   | 予選敗退                     | 予選敗退 | 予選敗退 | 予選敗退 | 予選敗退 | 予選敗退 | 予選敗退 |
| 2017   | 予選敗退                     | 予選敗退 | 予選敗退 | 予選敗退 | 予選敗退 | 予選敗退 | 予選敗退 |
| 2019   | 予選敗退                     | 予選敗退 | 予選敗退 | 予選敗退 | 予選敗退 | 予選敗退 | 予選敗退 |
| 2021   | 予選敗退                     | 予選敗退 | 予選敗退 | 予選敗退 | 予選敗退 | 予選敗退 | 予選敗退 |
| 2023   | 予選敗退                     | 予選敗退 | 予選敗退 | 予選敗退 | 予選敗退 | 予選敗退 | 予選敗退 |
| 通算   | 最高成績 : - 8大会中/0回出場 | 0        | 0        | 0        | 0        | 0        | 0        |